# Lagi von Ballestrem
Lagi von Ballestrem (So'oa'emalelagi Solf, Gräfin von Ballestrem) (ur. 31 sierpnia 1909 na Samoa, zm. 14 września 1955 w Bonn) - córka Hanny Solf i Wilhelma Solfa, uczestniczka antyhitlerowskiego ruchu oporu.
Urodziła się na Samoa w czasie, gdy jej ojciec był gubernatorem wyspy. Jej imię pochodzi z języka krajowców, a "Lagi" to zdrobnienie. Do lat 30. przebywała wraz z pierwszym mężem inż. Wolfgangiem Mohrem w Chinach. W 1938 przyjechała do Niemiec, dołączając do matki, sympatyzującej z opozycją antyhitlerowską. W 1940 wyszła za mąż za Huberta Grafa von Ballestrem (zm. 1995). Ballestremowie byli właścicielami obszernego kompleksu majątkowego w Szklarach Górnych. W czasie wojny Lagi, angażowała się w ruch antyhitlerowski, pomagając ludności żydowskiej. W 1944 została aresztowana i osadzona w obozie Ravensbrück, a następnie w berlińskim więzieniu Moabit. Starania o jej uwolnienie podejmowane m.in. przez brata męża - hrabiego Mikołaja von Ballestrem nie powiodły się. Zaś jej mąż został wysłany na front wschodni. Uratowała się wraz z matką, gdy w czasie nalotu alianckiego na Berlin zniszczone zostało więzienie, gdzie były osadzone.
Zmarła po wojnie, mając 47 lat.